# Латина (місто)
Латина (італ. Latina, вен. Latina) — місто та муніципалітет в Італії, у регіоні Лаціо, столиця провінції Латина.
Латина розташована на відстані близько 60 км на південний схід від Рима.
Населення — 125 496 осіб (2014).
Щорічний фестиваль відбувається 25 квітня. Покровитель — Святий євангеліст Марко.

## Демографія
Населення за роками:

Станом на 1 січня 2023 року в муніципалітеті офіційно проживало 12 030 іноземців з 116 країн, серед них 5690 громадян країн Євросоюзу та 681 громадянин України.

## Уродженці
- Маттіа Перін (*1992) — відомий італійський футболіст, воротар.

## Сусідні муніципалітети
- Апрілія
- Чистерна-ді-Латіна
- Неттуно
- Понтінія
- Сабаудія
- Сермонета
- Сецце